# Yo Home to Bel-Air
Yo Home to Bel-Air is een nummer van het Amerikaanse hiphopduo DJ Jazzy Jeff & The Fresh Prince. Het nummer is de intro van de serie The Fresh Prince of Bel-Air. Op 21 september 1992 werd het nummer uitsluitend in Europa op single uitgebracht.

## Achtergrond
"Yo Home to Bel-Air" vertelt het verhaal van iemand die opgroeide in West Philadelphia, maar na een geweldincident met zijn familie verhuisde naar Bel Air. De plaat werd enkel in Europa op single uitgebracht maar werd uitsluitend een hit in het Nederlandse taalgebied en in Spanje.
In Nederland werd de plaat in het najaar van 1992 regelmatig gedraaid op Radio 3 en werd mede door de populariteit van de televisie serie een grote hit in de destijds twee landelijke hitlijsten op de nationale publieke popzender. De plaat bereikte de 3e positie in de Nederlandse Top 40 en de 4e positie in de Nationale Top 100.
In België werd de plaat wel een radiohit maar behaalde desondanks géén notering in zowel de voorloper van de Vlaamse Ultratop 50 als de Vlaamse Radio 2 Top 30. Ook in Wallonië werd géén notering behaald.

## Tracking lijst

### 7" vinylsingle
A-kant – "Yo Home to Bel-Air" (7" Radio Mix) – 3:23
B-kant – "Parents Just Don't Understand" – 5:12

### 12" maxi vinylsingle
A-kant
1. "Yo Home to Bel Air" (Extended Version) – 5:18
2. "Yo Home to Bel Air" (7" Radio Mix) – 3:23

B-kant
1. "Yo Home to Bel Air" (Summertime Mix) – 5:25
2. "The Fresh Prince of Bel-Air" – 2:57

### cd-single
1. "Yo Home to Bel Air" (7" Radio Mix) – 3:23
2. "Parents Just Don't Understand" – 5:18